# Slavošov
Slavošov (německy Slawoschow) je obec v okrese Kutná Hora ve Středočeském kraji. Leží čtyři kilometry severovýchodně od Zruče nad Sázavou. Žije zde 141 obyvatel. V údolí západně od obce protéká Hodkovský potok, který je pravostranným přítokem Ostrovského potoka. Ostrovský potok teče jižně od Slavošova.

## Historie
První písemná zmínka o obci pochází z roku 1323.
V obci Slavošov (přísl. Věžníkov, 627 obyvatel) byly v roce 1932 evidovány tyto živnosti a obchody: 3 hostince, kovář, mlýn, obchod se smíšeným zbožím, 2 trafiky, truhlář.

## Obyvatelstvo
| Rok            | 1869 | 1880 | 1890 | 1900 | 1910 | 1921 | 1930 | 1950 | 1961 | 1970 | 1980 | 1991 | 2001 | 2011 | 2021 |
| -------------- | ---- | ---- | ---- | ---- | ---- | ---- | ---- | ---- | ---- | ---- | ---- | ---- | ---- | ---- | ---- |
| Počet obyvatel | 706  | 625  | 622  | 640  | 611  | 580  | 503  | 407  | 340  | 313  | 229  | 196  | 163  | 135  | 155  |
| Počet domů     | 86   | 93   | 98   | 98   | 96   | 93   | 100  | 100  | 90   | 87   | 80   | 74   | 99   | 101  | 105  |

## Obecní správa

### Územněsprávní začlenění
Dějiny územněsprávního začleňování zahrnují období od roku 1850 do současnosti. V chronologickém přehledu je uvedena územně administrativní příslušnost obce v roce, kdy ke změně došlo:
- 1850 země česká, kraj Pardubice, politický okres Ledeč, soudní okres Dolní Kralovice[7]
- 1855 země česká, kraj Čáslav, soudní okres Dolní Kralovice
- 1868 země česká, politický okres Ledeč, soudní okres Dolní Kralovice
- 1939 země česká, Oberlandrat Německý Brod, politický okres Ledeč nad Sázavou, soudní okres Dolní Kralovice[8]
- 1942 země česká, Oberlandrat České Budějovice, politický okres Ledeč nad Sázavou, soudní okres Dolní Kralovice[9]
- 1945 země česká, správní okres Ledeč nad Sázavou, soudní okres Dolní Kralovice[10]
- 1949 Jihlavský kraj, okres Ledeč nad Sázavou[11]
- 1960 Středočeský kraj, okres Kutná Hora
- 2003 Středočeský kraj, obec s rozšířenou působností Kutná Hora

### Části obce
- Hranice
- Slavošov
- Věžníkov

V letech 1850–1929 k obci patřil i Ostrov.

## Doprava
Dopravní síť
- Pozemní komunikace – Obcí prochází silnice II/126 Kutná Hora - Zbraslavice - Slavošov - Zruč nad Sázavou - Trhový Štěpánov.

- Železnice – Železniční trať ani stanice na území obce nejsou. Nejbližší železniční zastávkou je Želivec ve vzdálenosti 1,5 kilometru ležící na trati 235 vedoucí z Kutné Hory do Zruče nad Sázavou.

Veřejná doprava 2011
- Autobusová doprava – Z obce vedly v pracovních dnech autobusové linky např. do těchto cílů : Čáslav, Červené Janovice, Kutná Hora, Zbraslavice, Zruč nad Sázavou (dopravce Veolia Transport Východní Čechy). O víkendu byla obec bez dopravní obsluhy.

## Pamětihodnosti
- Kostel svatého Petra a Pavla
- Sloup se sochou Panny Marie

## Osobnosti
Ve Slavošově bydleli manželé Stodolovi a v letech 2001–2002 zde spáchali některé ze svých loupežných vražd.